# Laanweg
De Laanweg is een straat in Amsterdam-Noord.
Alhoewel de naam pas op 8 oktober 1986 werd vastgelegd, gaat de geschiedenis terug tot 1851 toen de polder Buiksloterham werd drooggelegd. Er kwamen daarbij drie “verkeerswegen” (dijk, weg en laan), waarvan die laatste dus een rij bomen bezat. De naam Laanweg sudderde door en ze liep ongeveer van de Ranonkelkade tot aan het Hagedoornplein, parallel aan de Meidoornweg en Buiksloterweg. Contouren van de laan zijn zichtbaar op een Amsterdamse kaart uit circa 1882. In 1903 lopen de huisnummers op van 1 tot en met 61 (alleen oneven). Aan de Laanweg 26-28 stond enige tijd een school, tijdens de bezettingsjaren ook wel de Joodse School en even later kwam Jeugdstorm in de gebouwen. Er was zijn een rioolgemaal Laanweg. Er was zelfs even sprake van een Laanwegkwartier. Op nummer 10 stond een woonhuis/werkplaats/fabriek gebouwd onder architectuur van Louis Morhmann, die overigens alleen bouwmeester en makelaar was. Hij zou vanuit de eigen centrale elektriciteit opwekken voor het buurtje. Er stonden echter ook gammele huisjes van Volendammer vissers/palingverkopers in het zogenaamde Vinkenbuurtje. Vanaf 1910 kwam het beheer van de straat bij de gemeente Amsterdam hetgeen het einde betekende voor Morhmanns werk. Hij vertrok gedesillusioneerd naar Maarsseveen. Een van de bekendste inwoners van het Laankwartier was Jan Hendrik Frederik Grönloh, bekend geworden onder zijn pseudoniem Nescio. Fotograaf Jacobus van Eck schiet de echte Laanweg nog in juni 1936. In 1943 viel een deel van de bebouwing ten prooi aan de Bombardementen op Amsterdam-Noord. In 1960 brandde de school, dan verenigingsgebouw en gebouw van het Leger des Heils af.
Verdere afbraak vond plaats in de jaren 1959 tot 1970, de bebouwing was in slechte staat en werd gesloopt. De Laanweg verdween van de kaart.
Begin jaren tachtig komt de weg terug van weggeweest. Amsterdam begint met ophoging van terreinen om nieuwe bebouwing mogelijk te maken. De straat begint dan als een ventweg van de Ranonkelkade en plooit zich om de bebouwing Meidoornweg 2-10 heen om op die laan te eindigen. Huisnummers lopen dan op van 1 tot en met 131. Er kwam  sociale woningbouw van Woningcorporatie Eigen Haard in de vorm van portiekwoningen in laagbouwflats van maximaal vier bouwlagen tegen de rand van een naamloos groengebiedje. De woningen staan in een zaagtandplattegrond. Ze is dan gelegen in de Van der Pekbuurt, wijk Volewijck. Bij de bouw worden in de gevels afbeeldingen van oude foto's geplaatst.
In 2018 komt de Laanweg opnieuw in opspraak. Amsterdam wil een betere verbinding (onder anderen brug 2470) en meer woningen tussen het Van der Pekplein en het IJplein en eventueel ook het metrostation Sixhaven. Om dat te kunnen realiseren zouden twintig tot dertig woningen uit 1986 gesloopt moeten worden. Bewoners protesteerden daartegen.  

## Laanwegkwartier
Ook het Laanwegkwartier kwam terug. Het loopt vanaf het zuiden van de splitsing Buiksloterweg en Ranonkelkade richting noorden en heeft daar haar grens op het Hagedoornplein  oostelijke grens is het Noordhollands Kanaal, westelijk de Meidoornweg; eigenlijk zoals het voor 1960 is geweest. De groenstrook achter de bebouwing kreeg officieus de naam Laanwegpark, de groenstrook tussen bebouwing en kanaal. 

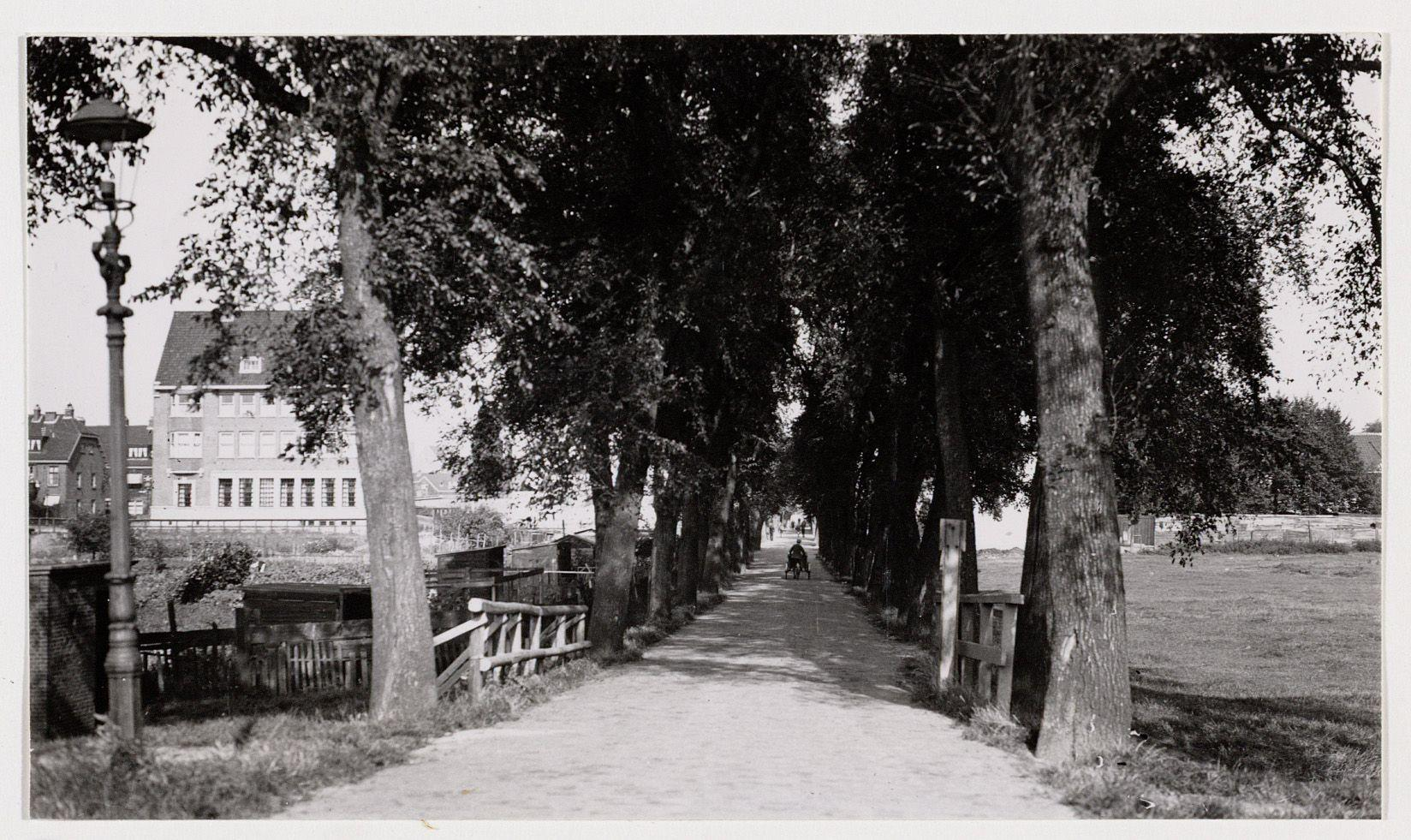
Laanweg in 1936 door Jacobus van Eck

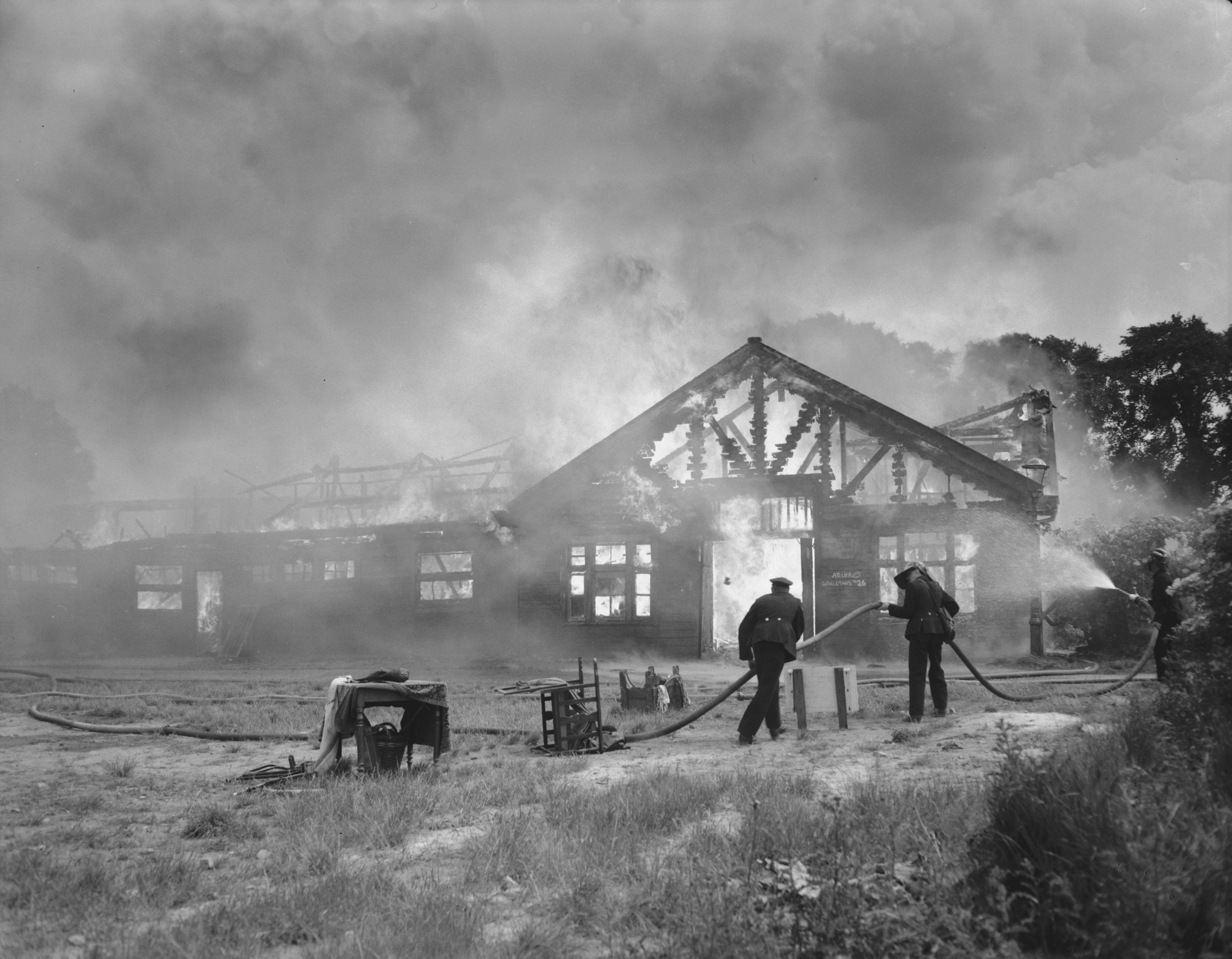
Brand schoolgebouw (juni 1960)